# Arab-Hebrew Theatre

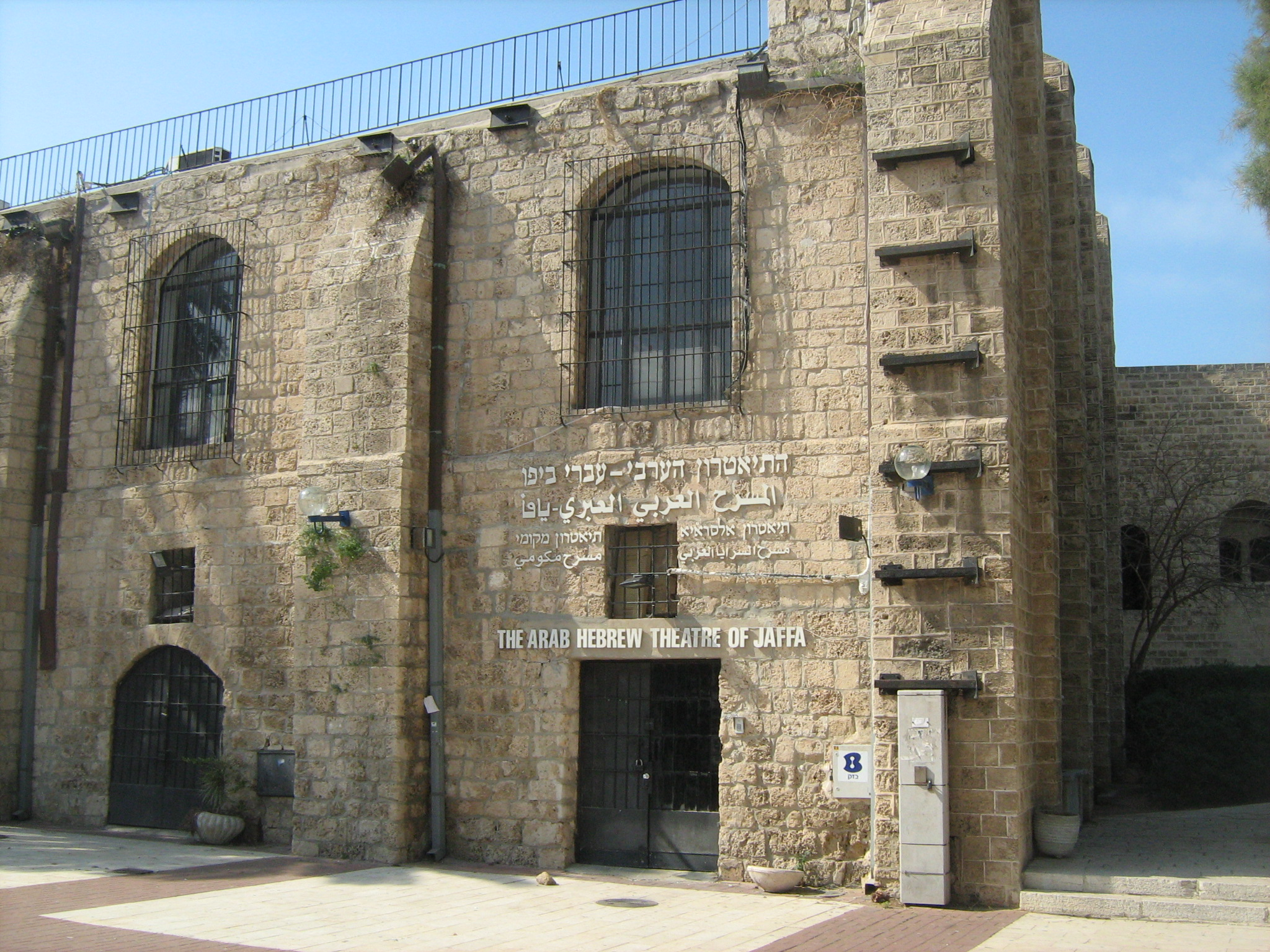
Le Théatre Arabe-Hébreu de Jaffa

L’Arab-Hebrew Theatre est un théâtre de Jaffa formé par la réunion de la compagnie juive The Local Theatre et de la compagnie arabe Al-Saraya, jouant ensemble ou séparément, ce qui en fait un lieu culturel unique en Israël.
Parmi les acteurs et actrices qui ont joué ou jouent encore à l’Arab-Hebrew Theatre, on trouve :
- Yousef Sweid dans A Lane of White Chairs de Gaby Aldor[1] et Veiled d'Ilan Hazor[2]
- Mira Awad dans  Double Solitude de Shimon Levi[3]
- Loai Nofi dans Thousand and one nights de Gaby Aldor et Igal Ezraty (d'après Les Mille et Une Nuits)[4] et Legends in the Alley de Gidonat Raz[5]
- Norman Issa
  - comme directeur : dans Veiled[2], Thousand and one nights[4] et Legends in the Alley[5]
  - comme acteur : dans Dancing Arabs d'Adi Segev (adapté du livre de Sayed Kashua)[6]
- Khawlah Hag-Debsy

(liste des pièces non exhaustive)